# 笹戸千津子
笹戸 千津子（ささど ちづこ、1948年 - ）は、日本の彫刻家。

## 人物
山口県出身。東京造形大学美術学科彫刻専攻卒業。同大学彫刻研究室修了。東京造形大学は彫刻家の佐藤忠良らが創設に尽力した大学であり、彼女はその一期生だった。その関係もあり、佐藤忠良のモデルを三十年あまり務めた。

## 経歴
- 1974年 第38回新制作展新作家賞受賞。
- 1976年 第40回新制作展新作家賞受賞。
- 1977年 新制作協会会員就任。
- 1987年 第18回中原悌二郎賞優秀賞受賞。
- 1993年 第7回神戸具象彫刻大賞展準大賞受賞。

## 作品
- 『女』（北海道旭川市永隆橋の野外彫刻）
- 『微風』（北海道旭川市永隆橋の野外彫刻）
- 『希望』（北海道旭川市の野外彫刻）
- 『あい』（北海道旭川市の北海道療育園彫刻の森の野外彫刻）
- 『若き立像』82・『若き立像』88（福島県いわき市の野外彫刻）
- 『悠』（京都府舞鶴市しおじプラザの野外彫刻）
- 『シャツブラウス』（1994年）グリーンゲイト（熊本県葦北郡津奈木町岩城1601）